# Stenoonops
Genre
Stenoonops est un genre d'araignées aranéomorphes de la famille des Oonopidae.

## Distribution
Les espèces de ce genre se rencontrent du sud de l'Amérique du Nord au nord de l'Amérique du Sud.

## Liste des espèces
Selon World Spider Catalog (version 18.0, 23/02/2017) :
- Stenoonops alazan Platnick & Dupérré, 2010
- Stenoonops belmopan Platnick & Dupérré, 2010
- Stenoonops bimini Platnick & Dupérré, 2010
- Stenoonops brendae Platnick, Dupérré & Berniker, 2013
- Stenoonops cabo Platnick & Dupérré, 2010
- Stenoonops canita Platnick & Dupérré, 2010
- Stenoonops dimotus Chickering, 1969
- Stenoonops egenulus Simon, 1893
- Stenoonops exgord Platnick & Dupérré, 2010
- Stenoonops insolitus Chickering, 1969
- Stenoonops jara Platnick & Dupérré, 2010
- Stenoonops kochalkai Platnick & Dupérré, 2010
- Stenoonops luquillo Platnick & Dupérré, 2010
- Stenoonops macabus Chickering, 1969
- Stenoonops mandeville Platnick & Dupérré, 2010
- Stenoonops murphyorum Platnick & Dupérré, 2010
- Stenoonops opisthornatus Benoit, 1979
- Stenoonops peckorum Platnick & Dupérré, 2010
- Stenoonops petrunkevitchi Chickering, 1951
- Stenoonops pretiosus (Bryant, 1942)
- Stenoonops saba Platnick & Dupérré, 2010
- Stenoonops saintjohn Platnick & Dupérré, 2010
- Stenoonops scabriculus Simon, 1892
- Stenoonops schuhi Platnick, Dupérré & Berniker, 2013
- Stenoonops simla Platnick & Dupérré, 2010
- Stenoonops tayrona Platnick & Dupérré, 2010
- Stenoonops tobyi Platnick, Dupérré & Berniker, 2013
- Stenoonops tortola Platnick & Dupérré, 2010

Selon The World Spider Catalog (version 17.5, 2017) :
- †Stenoonops incertus (Wunderlich, 1988)
- †Stenoonops rugosus Wunderlich, 2004
- †Stenoonops seldeni (Penney, 2000)

## Publication originale
- Simon, 1892 : On the spiders of the island of St. Vincent. Part 1. Proceedings of the Zoological Society of London, vol. 1891, p. 549-575 (texte intégral).